# Parafia św. Michała Archanioła w Cześnikach
Parafia św. Michała Archanioła w Cześnikach – parafia rzymskokatolicka znajdująca się w dekanacie Krasnobród, w diecezji zamojsko-lubaczowskiej.
Parafia erygowana została 30. września 1975 roku, dekretem ówczesnego biskupa lubelskiego, Bolesława Pylaka. 
Do parafii należą wierni z następujących miejscowości: Boży Dar, Cześniki, Cześniki-Kolonia, Karp, Mocówka, Niewirków-Kolonia.
Liczba mieszkańców: 1350. 

## Proboszczowie
Źródło:
- 1975–1978 - ks. Jan Wójcik
- 1978–1989 - ks. Józef Brzozowski
- 1989–1999 - ks. Bolesław Zwolan
- 1999–2013 - ks. Wiesław Banaś
- 2013–obecnie - ks. Marian Oszust

## Galeria

Parafia pw. św. Michała Archanioła w Cześnikach
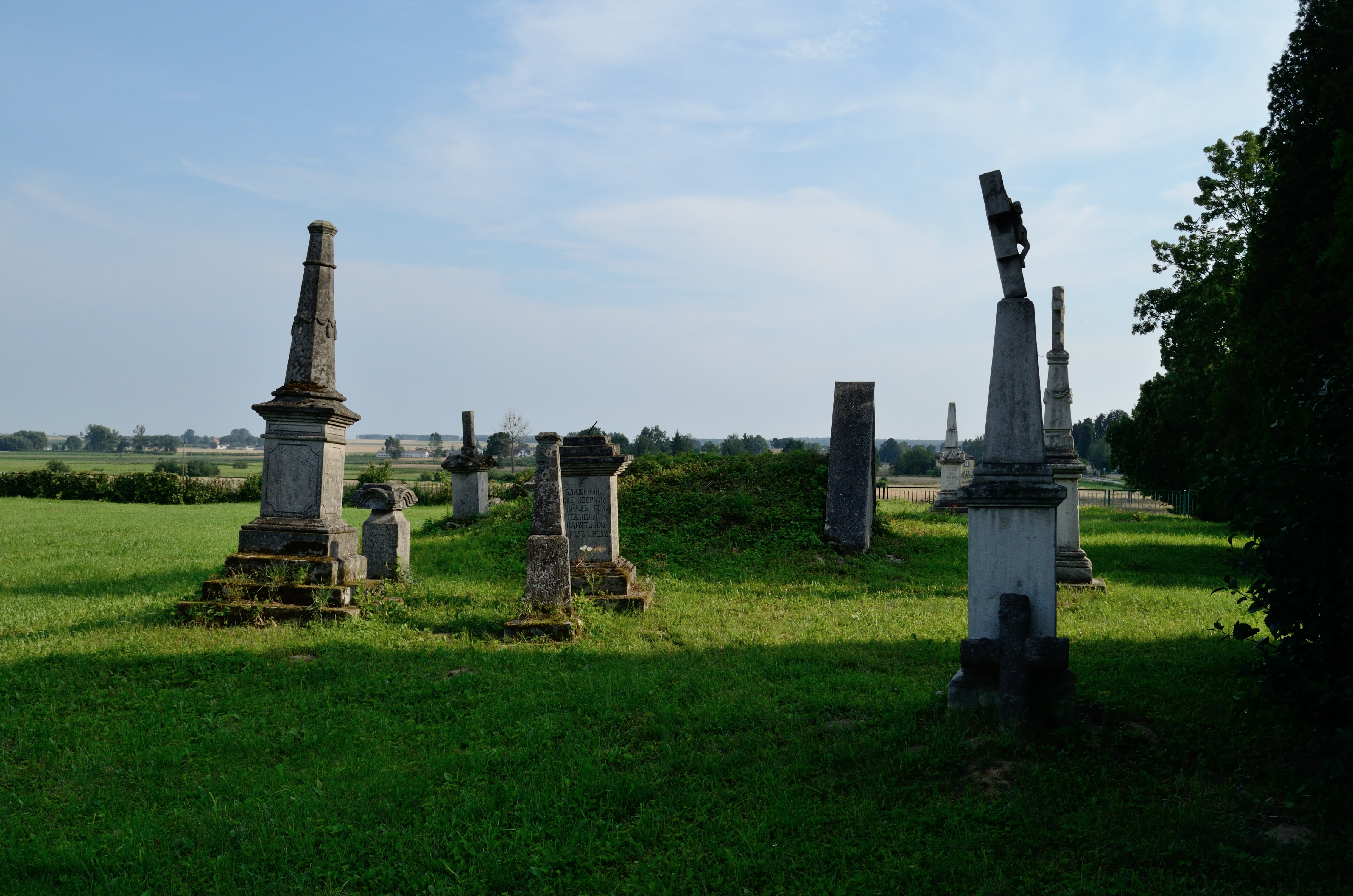
Cmentarz parafialny
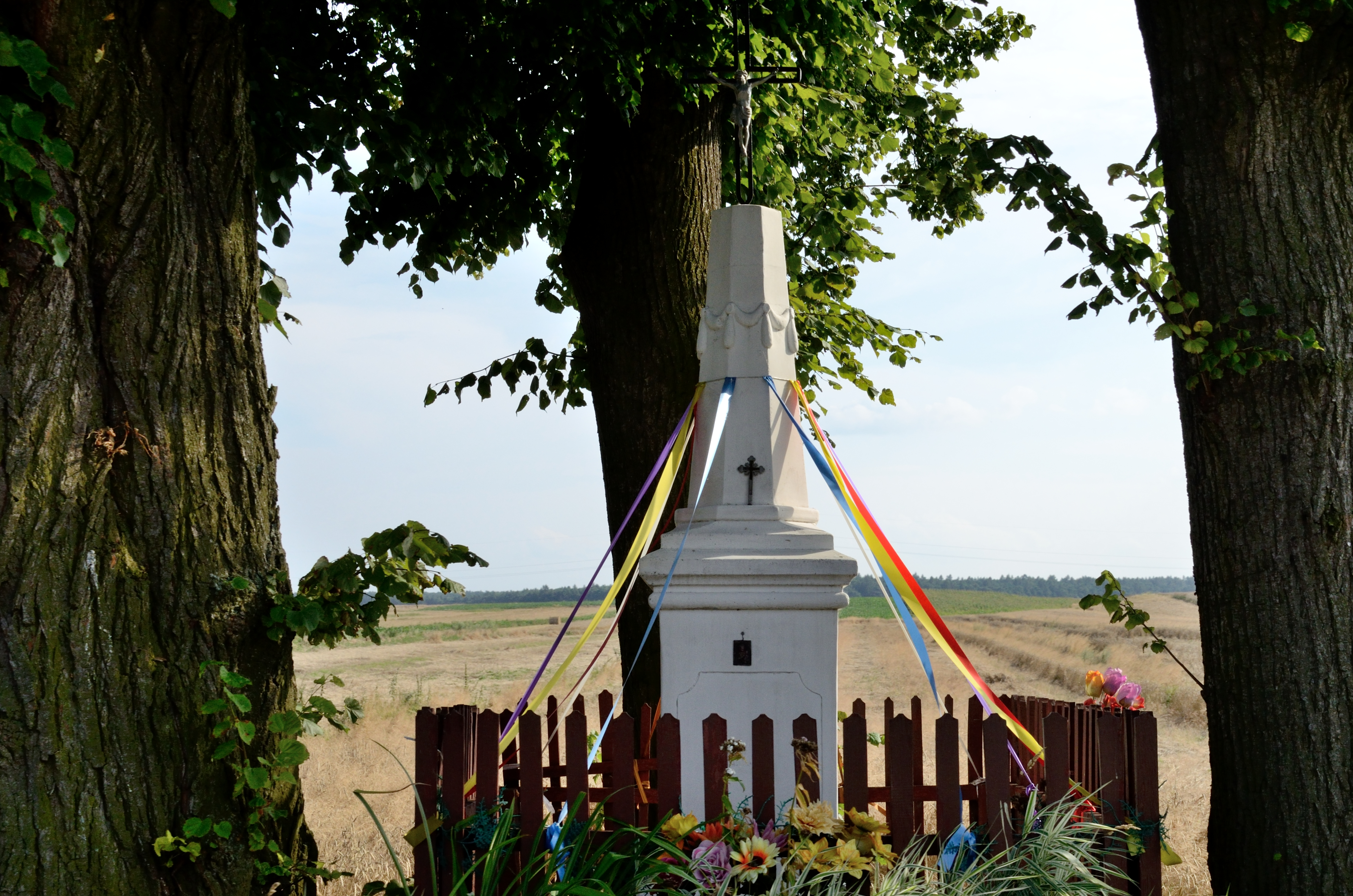
Krzyż przydrożny